# Oeloe (plaats)
Oeloe (Russisch: Улу) of Oeloeoe (Russisch en Jakoets: Улуу; "groot") is een selo (dorp) in de gorodskoje poselenieje van Tommot binnen de oeloes Aldanski van de Russische autonome republiek Jakoetië. De plaats telde 139 inwoners bij de volkstelling van 2010.

## Geografie
Het dorp ligt in het noorden van het Hoogland van Aldan op de linkeroever (noordoever) van de gelijknamige rivier Oeloe (zijrivier van de Amga). Oeloe ligt op 267 kilometer ten noordoosten van het oeloescentrum Aldan en (over de autoweg) op 180 kilometer van de stad Tommot.

## Geschiedenis
De plaats ontstond in 1953 tijdens de aanleg van de Weg van Bolsjoj Never naar Jakoetsk als wegwerkersnederzetting. In 2009 werd de Spoorlijn Amoer-Jakoetsk langs de westzijde van het dorp aangelegd. Beide lopen met een brug over de rivier de Oeloe. Het dichtstbijzijnde Station Kjoergeljach ligt op 11 kilometer ten noordoosten van het dorp. Op 1 kilometer ten zuiden van het dorp ligt de gelijknamige wisselplaats Oeloe.
In het dorp bevinden zich een tankstation, onderhoudswerkplaatsen en wegrestaurants.

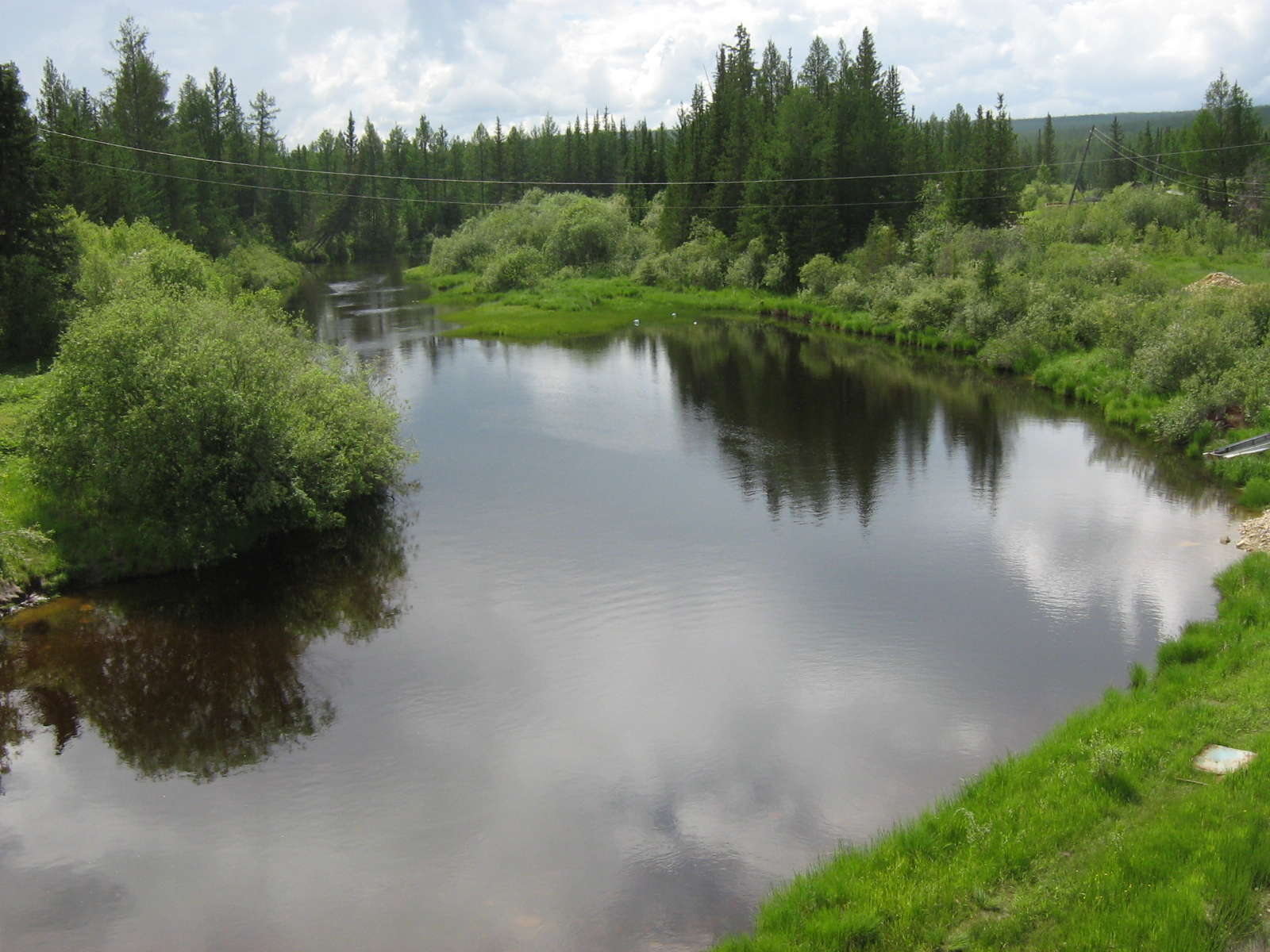
De rivier de Oeloe bij het dorp
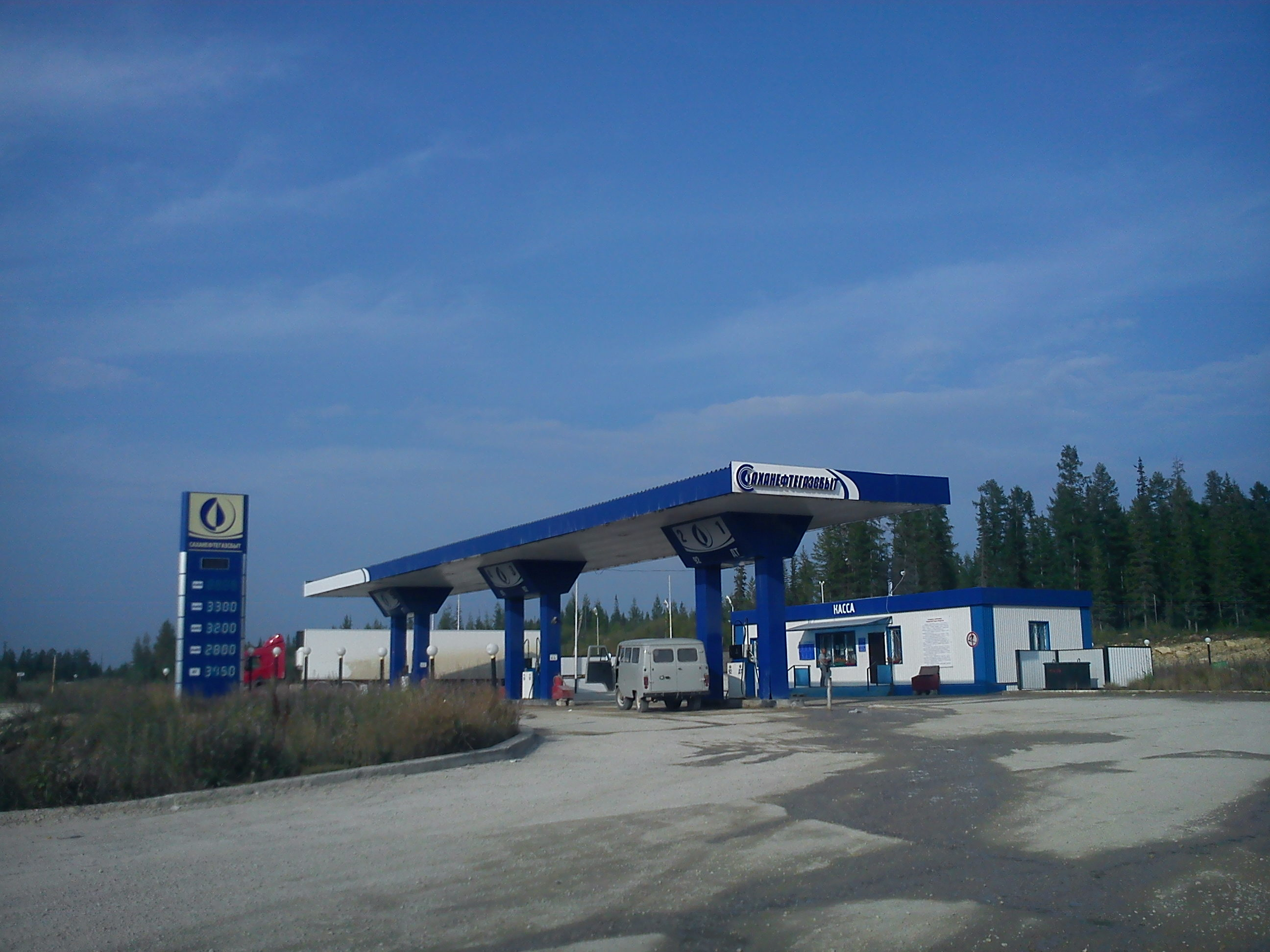
Tankstation (Sachaneftegazsbyt, 2013)
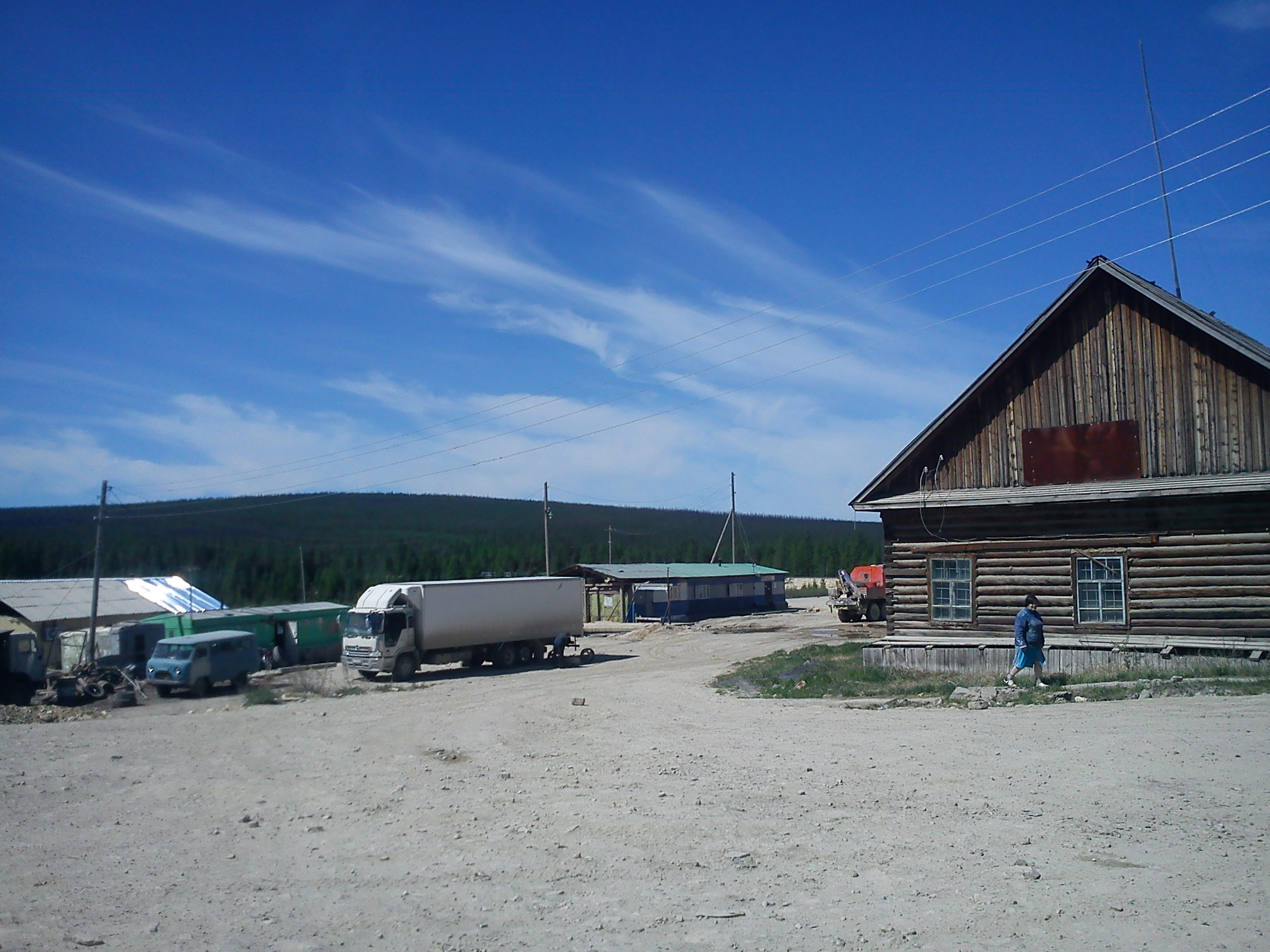
Vrachtwagen bij een bandenwisselinstallatie